# San Lucas (Loja)

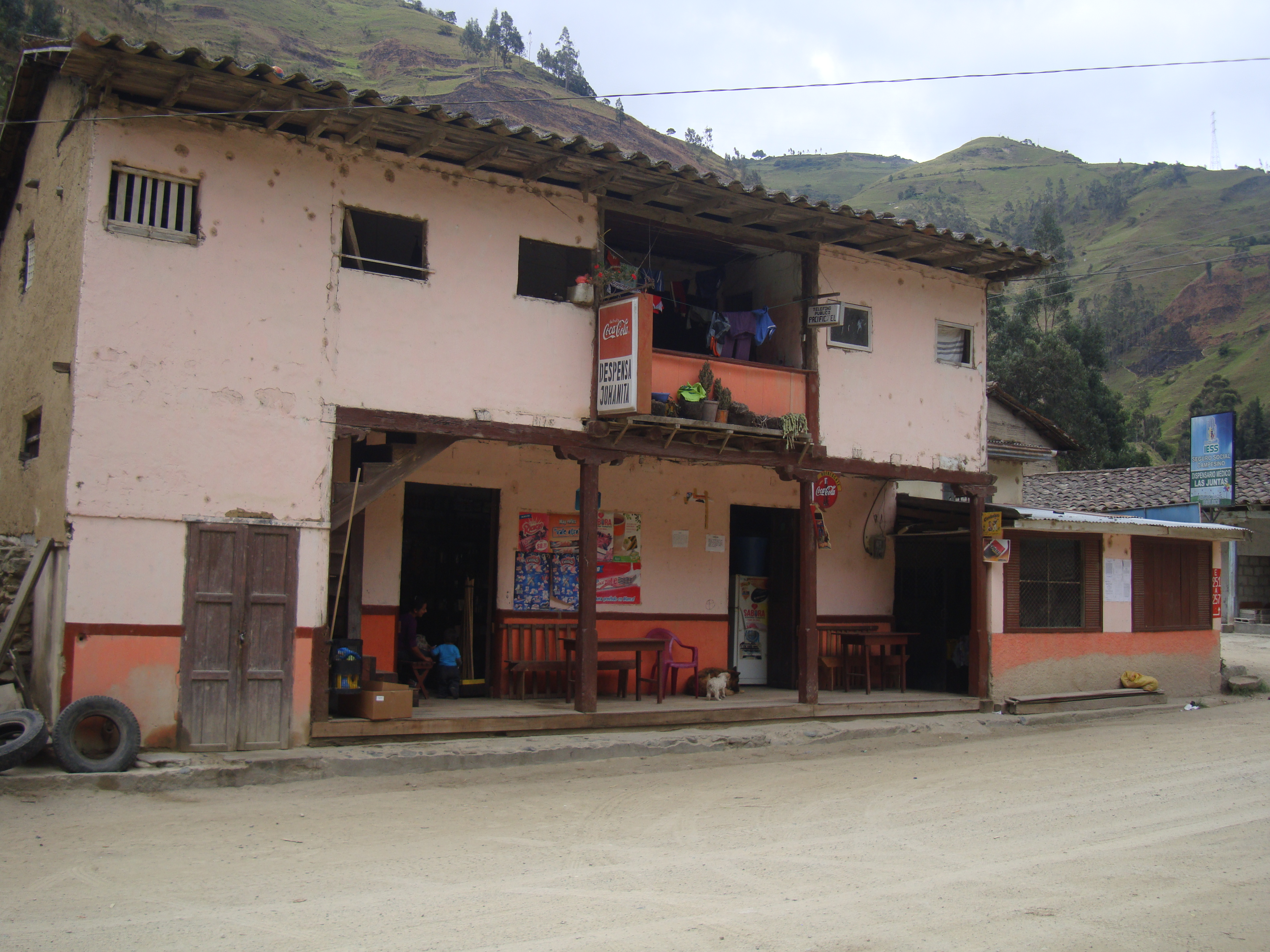
Las Juntas

San Lucas ist eine Ortschaft und eine Parroquia rural („ländliches Kirchspiel“) im Kanton Loja der ecuadorianischen Provinz Loja. Die Parroquia besitzt eine Fläche von 160,11 km². Die Einwohnerzahl lag im Jahr 2010 bei 4673.

## Lage
Die Parroquia San Lucas liegt an der Ostflanke der Cordillera Real im Nordosten des Kantons Loja im Süden von Ecuador. Das Areal wird nach Süden zum Río Zamora entwässert. Entlang der nördlichen Verwaltungsgrenze verläuft die kontinentale Wasserscheide mit Höhen von mehr als 3300 m. Der 2460 m hoch gelegene Hauptort San Lucas befindet sich 30 km nördlich der Provinzhauptstadt Loja. Die Fernstraße E35 (Loja–Cuenca) führt an San Lucas vorbei.
Die Parroquia San Lucas grenzt im Osten an die Provinz Zamora Chinchipe mit der Parroquia La Victoria de Imbana, im Süden an die Parroquia Jimbilla, im Westen an die Parroquia Santiago sowie im Norden an die Parroquias San Pablo de Tenta, Saraguro und Urdaneta (alle drei im Kanton Saraguro).

## Orte und Siedlungen
In der Parroquia San Carlos gibt es neben dem Hauptort San Lucas folgende Barrios:
- Bellavista
- Bucashi
- Bunque
- Cañi
- Capur
- Censo
- Ciudadela
- Durazno
- Jaboncillo
- Lancapag
- Langa
- Las Juntas
- Linderos
- Moraspamba
- Nogal
- Piching
- Pueblo Viejo
- Puruzhuma
- Quebrada Honda
- San José
- Vinuyaco Alto
- Vinuyaco Bajo

## Geschichte
Die Parroquia San Lucas wurde am 4. August 1890 gegründet.